# Mesnil-Follemprise
Mesnil-Follemprise is een gemeente in het Franse departement Seine-Maritime (regio Normandië) en telt 123 inwoners (2004). De plaats maakt deel uit van het arrondissement Dieppe.

## Geografie
De oppervlakte van Mesnil-Follemprise bedraagt 7,4 km², de bevolkingsdichtheid is 16,6 inwoners per km².
De onderstaande kaart toont de ligging van Mesnil-Follemprise met de belangrijkste infrastructuur en aangrenzende gemeenten.

## Demografie
Onderstaande figuur toont het verloop van het inwonertal (bron: INSEE-tellingen).